# Badminton 1983
Höhepunkte des Badmintonjahres 1983 waren die Weltmeisterschaft und die Asienmeisterschaft sowie der World Badminton Grand Prix. 
== World Badminton Grand Prix ==
| Veranstaltung     | Herreneinzel   | Dameneinzel    | Herrendoppel                     | Damendoppel                    | Mixed                         |
| ----------------- | -------------- | -------------- | -------------------------------- | ------------------------------ | ----------------------------- |
| Swedish Open      | Misbun Sidek   | Helen Troke    | Steen Fladberg Jesper Helledie   | Nora Perry Jane Webster        | Thomas Kihlstrøm Nora Perry   |
| All England       | Luan Jin       | Zhang Ailing   | Thomas Kihlstrøm Stefan Karlsson | Xu Rong Wu Jianqiu             | Thomas Kihlstrøm Nora Perry   |
| Weltmeisterschaft | Icuk Sugiarto  | Li Lingwei     | Steen Fladberg Jesper Helledie   | Lin Ying Wu Dixi               | Thomas Kihlstrøm Nora Perry   |
| Malaysia Open     | Liem Swie King | Pan Zhenli     | Bobby Ertanto Christian Hadinata | Kim Yun-ja Yoo Sang-hee        | Martin Dew Nora Perry         |
| Indonesia Open    | Liem Swie King | Ivanna Lie     | Rudy Heryanto Hariamanto Kartono | Ruth Damayanti Maria Fransisca | Christian Hadinata Ivanna Lie |
| Scandinavian Cup  | Morten Frost   | Chen Ruizhen   | Rudy Heryanto Hariamanto Kartono | Yoshiko Yonekura Atsuko Tokuda | Martin Dew Gillian Gilks      |
| Canadian Open     | Misbun Sidek   | Kirsten Larsen | Jalani Sidek Razif Sidek         | Karen Beckman Sally Podger     | Mike Butler Claire Backhouse  |
| Grand Prix Finale | Luan Jin       | Li Lingwei     | nicht ausgetragen                | nicht ausgetragen              | nicht ausgetragen             |

## Terminkalender
| Veranstaltung                                       | Ort                     | Beginn             | Ende               |
| --------------------------------------------------- | ----------------------- | ------------------ | ------------------ |
| Westdeutsche Badmintonmeisterschaft 1983            | Bielefeld               | 15. Januar 1983    | 16. Januar 1983    |
| Deutsche Badmintonmeisterschaft 1983                | Oberhausen              | 4. Februar 1983    | 6. Februar 1983    |
| Finnische Badmintonmeisterschaft 1983               | Helsinki                | 12. Februar 1983   | 13. Februar 1983   |
| Badminton bei den Canada Games 1983                 | Saguenay–Lac-Saint-Jean | 17. Februar 1983   | 2. März 1983       |
| Poona Open 1983                                     | Mortsel                 | 18. Februar 1983   | 19. Februar 1983   |
| Slowakische Badmintonmeisterschaft 1983             | Košice                  | 19. Februar 1983   | 20. Februar 1983   |
| Österreichische Badmintonmeisterschaft 1983         | Weiz                    | 12. März 1983      | 13. März 1983      |
| All England 1983                                    | London                  | 23. März 1983      | 27. März 1983      |
| Badminton-Junioreneuropameisterschaft 1983          | Helsinki                | 30. März 1983      | 2. April 1983      |
| French Open 1983                                    | Gonfreville             | 2. April 1983      | 3. April 1983      |
| FDGB-Pokal 1983                                     | Tröbitz                 | 16. April 1983     | 17. April 1983     |
| Austrian International 1983                         | Pressbaum               | 22. April 1983     | 24. April 1983     |
| Badminton-Weltmeisterschaft 1983                    | Kopenhagen              | 2. Mai 1983        | 8. Mai 1983        |
| Polnische Badmintonmeisterschaft 1983               | Warschau                | 9. Mai 1983        | 10. Mai 1983       |
| DDR-Badmintonmeisterschaft 1983                     | Greifswald              | 14. Mai 1983       | 15. Mai 1983       |
| Badminton bei den Südostasienspielen 1983           | Singapur                | 28. Mai 1983       | 6. Juni 1983       |
| Badminton World Cup 1983                            | Kuala Lumpur            | 16. August 1983    | 21. August 1983    |
| Indonesia Open 1983                                 | Jakarta                 | 24. August 1983    | 28. August 1983    |
| Badminton bei den Chinesischen Nationalspielen 1983 | Shanghai                | 18. September 1983 | 1. Oktober 1983    |
| Mozambique International 1983                       | Beira                   | 23. September 1983 | 25. September 1983 |
| Bell’s Open 1983                                    | Perth                   | 7. Oktober 1983    | 9. Oktober 1983    |
| USSR International 1983                             | Moskau                  | 28. Oktober 1983   | 30. Oktober 1983   |
| Hungarian International 1983                        | Budapest                | 4. November 1983   | 6. November 1983   |
| Norwegian International 1983                        | Oslo                    | 12. November 1983  | 13. November 1983  |
| Nordische Badmintonmeisterschaft 1983               | Helsinki                | 19. November 1983  | 20. November 1983  |
| Polish International 1983                           | Warschau                | 25. November 1983  | 27. November 1983  |
| Badminton-Asienmeisterschaft 1983                   | Kalkutta                | 1. Dezember 1983   | 8. Dezember 1983   |
| Welsh International 1983                            | Cardiff                 | 2. Dezember 1983   | 3. Dezember 1983   |
| Englische Meisterschaft 1984                        | Coventry                | 9. Dezember 1983   | 11. Dezember 1983  |
| World Badminton Grand Prix 1983 (Finale)            | Jakarta                 | 14. Dezember 1983  | 18. Dezember 1983  |
| Japanische Badmintonmeisterschaft 1983              | Tokio                   | 20. Dezember 1983  | 25. Dezember 1983  |